# 沼猪殃殃
沼猪殃殃（学名：Galium uliginosum）为茜草科拉拉藤属下的一个种。

## 扩展阅读
- 維基物種上的相關：沼猪殃殃